# Kickenbach
Kickenbach ist ein Ortsteil von Lennestadt im Kreis Olpe in Nordrhein-Westfalen.

## Örtliche Lage
Der Ort liegt direkt an der Bundesstraße 236 in dem Teilabschnitt, der von Altenhundem nach Schmallenberg führt. Der Ortsname Kickenbach ist abgeleitet vom gleichbenannten, etwa 4 km langen Bach, der vom Kickenberg in einem quicken (d. h. schnellen) Lauf in die Lenne fließt. Das Wortteil „Kicken“ entspricht also „schnell“ bzw. „lebhaft“. Der Ortsname erscheint in verschiedenen Quellen in abweichender Schreibweise, Kighenbeke (1279), Kickemecke (1543) und schließlich Kickenbach (1782).

## Ortsentwicklung

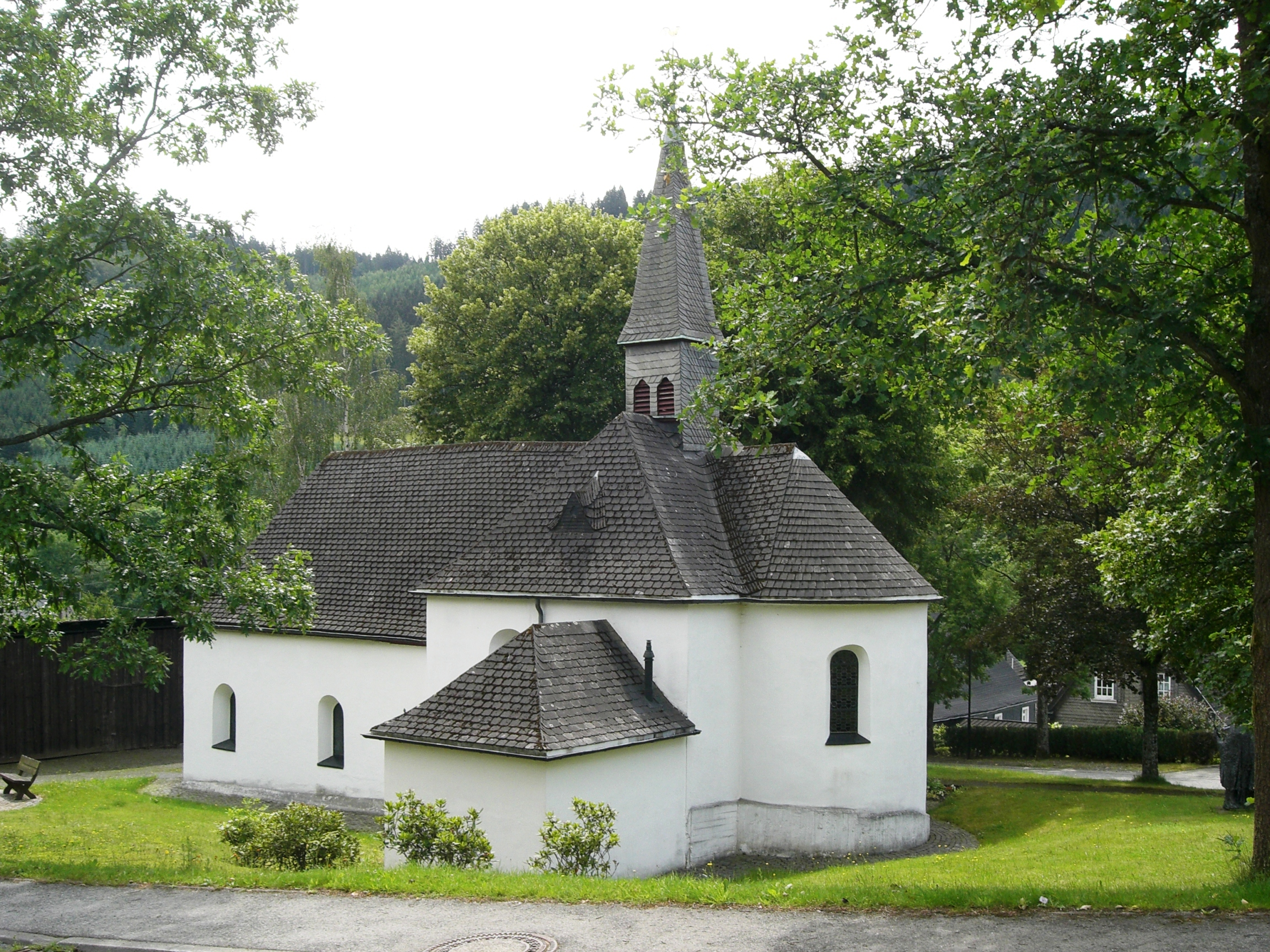
St. Hubertus Kickenbach

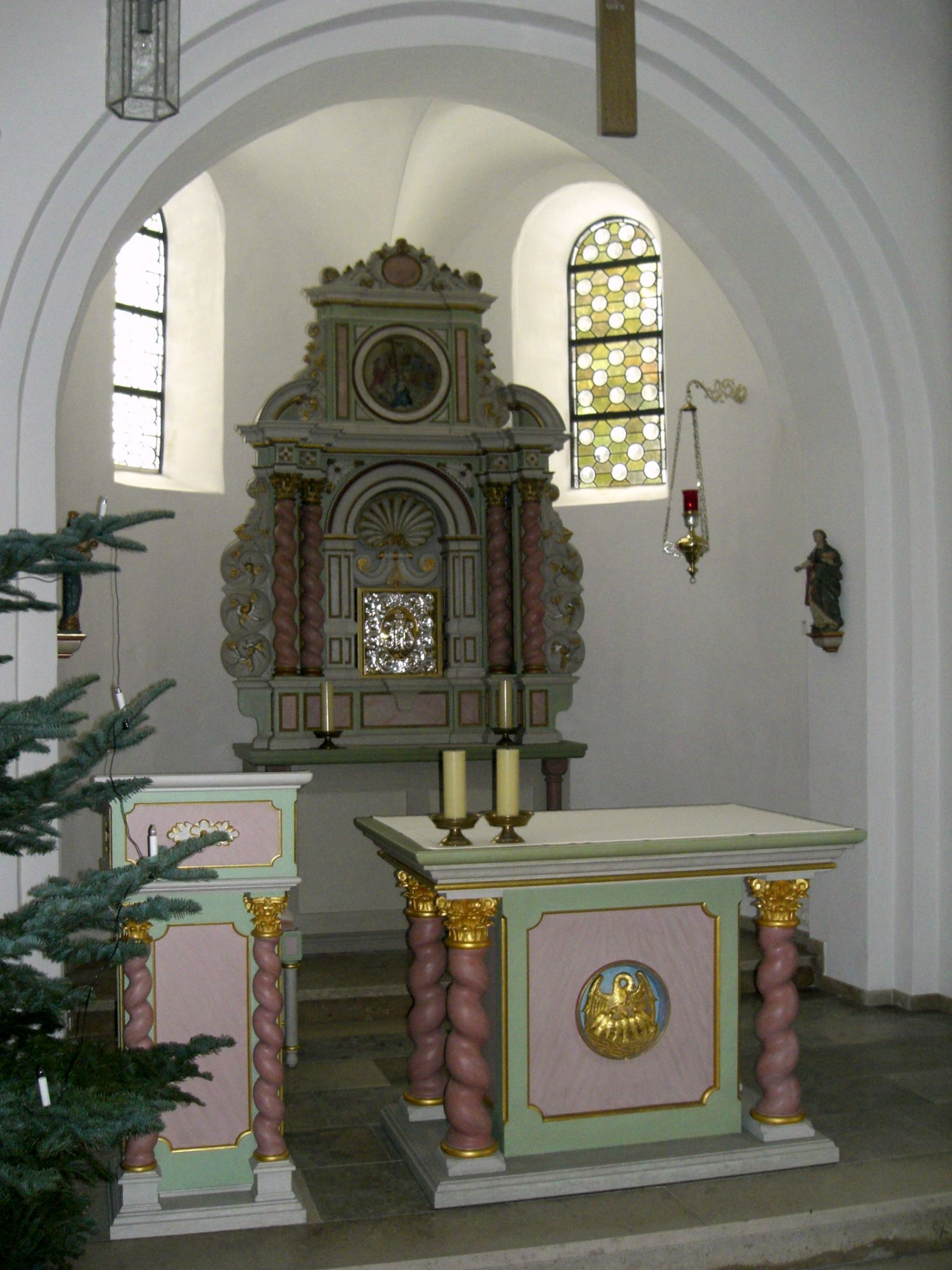
Altarraum St. Hubertus

Kickenbach wird 1279 erstmals in einem Dokument erwähnt. Demnach trafen sich in diesem Jahr am 25. Juli 1279 in der Elsper Pfarrkirche 30 Personen, um nach alter Gewohnheit einem Beauftragten des Mariengnadenstifts zu Köln die Zehntlösen zu übergeben. Anwesend war auch ein namentlich nicht genannter Kickenbacher, der 4 Denare entrichtete (Item Kighenbeke IIII denarios).
Ein früher Einblick in die Bewohnerstruktur von Kickenbach ergibt sich aus dem Schatzungsregister (diente der Erhebung von Steuern) von 1543. Demnach befanden sich in Kickemecke (Kickenbach) 8 Steuerpflichtige. Setzt man die Zahl der Steuerpflichtigen mit der Anzahl vorhandener Häuser gleich und rechnet pro Haus etwa 6 Bewohner, so dürften in Kickenbach zu dieser Zeit ungefähr 50 Menschen gewohnt haben. Die Steuerpflicht des gesamten Ortes belief sich auf 17 Goldgulden, davon entfielen allein 4 auf Astmatz Gobbels fraw und Hanß ihr Schwager sowie ebenfalls 4 Goldgulden auf Tilman Piper.
Ab Anfang des 18. Jahrhunderts vollzog sich durch das Aufkommen der Eisenverarbeitung ein Strukturwandel in dem bis dahin ausschließlich landwirtschaftlich geprägten Raum. So wurden in den Jahren 1727–1760 im kurkölnischen Westfalen 7 Eisenhütten gegründet. 1765 erhielt der Kickenbacher Reidemeister (damalige Berufsbezeichnung im Hüttenwesen) Johann Kayser die Konzession zum Betrieb eines Stahlhammers mit Feuer bzw. Esse (genannt „Kickenbacher-Hammer“), der an der Kickenbacher Lennebrücke lag. Bekannt aus dieser Zeit ist der immer wieder aufflammende Streit um die Versorgung des Hammers mit heimischer Holzkohle, da die Köhler sich angeblich nicht an das kurkölnische Ausfuhrverbot hielten und Holzkohle auch in das benachbarte Siegerland lieferten. Mit dem Aufkommen neuer Techniken wie Dampfmaschinen- und Motorenbau ab Mitte des 19. Jahrhunderts entwickelte sich das wassergetriebene Hüttenwesen rückläufig. Im Jahre 1912 wurde der Obergraben des ehemaligen Kickenbacher – Hammers umfunktioniert in eine Generatorenanlage zur Stromerzeugung. Im Jahr 2011 ist am Kickenbacher – Hammer der Wiedereinstieg in die Stromproduktion mit Hilfe der Wasserkraft deutlich erweitert worden, wobei zunächst die Wasserzuläufe deutlich ausgebaut wurden. Prunkstück der Kraftgewinnung ist ein mit Hilfe einer Karlsruher Spezialfirma eingebautes Zuppinger-Wasserrad mit einem Durchmesser von 7,0 und einer Breite von ca. 1,60 Metern, das am 22. August 2011 in Betrieb genommen wurde. Im kommenden Jahr soll die Anlage komplett fertiggestellt werden.
Im Jahr 1818 gab es in Kickenbach noch 6 Hammerschmiede, 4 Köhler, 2 Hufschmiede, 3 Schneider und 2 Schuhmacher. Der Ausbau der Verkehrswege, insbesondere die Eröffnung der Ruhr-Sieg-Strecke im Jahr 1861 (verband die Orte Hagen, Altenhundem und Siegen), sowie der Nebenstrecke Altenhundem – Schmallenberg im Jahr 1887 (Haltepunkt in Kickenbach ab 1903), und die Verbesserung der Strom- und Wasserversorgung begünstigte den wirtschaftlichen Strukturwandel in Handel, Handwerk und Gewerbe erheblich. Neben den traditionellen Branchen haben sich in Kickenbach in neuerer Zeit auch moderne Dienstleister wie Dental-Labor, Planungsbüros für Design, Technik und Netzwerk-Webdesign angesiedelt.
1969 wurde Kickenbach, das bis dahin zur Gemeinde Kirchhundem gehört hatte, im Rahmen der Gebietsreform im Kreis Olpe ein Teil der neu gebildeten Stadt Lennestadt.
Ende Juni 2020 zählte Kickenbach 510 Einwohner, wobei der Anteil der Senioren mit 19,8 % über dem Durchschnitt der Stadt Lennestadt (17,4 %) liegt. Mit 19 vorhandenen Vereinen ist das Vereinsleben sehr ausgeprägt.

## Religion
Der überwiegende Teil der Einwohner von Kickenbach bekennt sich zum katholischen Glauben. Im Jahr 1712 ist die Hubertuskapelle durch den Bauer Kaiser als einschiffiger Saalbau errichtet worden. Sie wurde 1904 unter Pfarrer Scholemann aus Altenhundem erweitert. Dabei wurden ein Querhaus und eine Westapsis angebaut. Der alte Teil der Kapelle ist in den Neubau integriert worden. Mittelpunkt der Apsis ist das barocke Altarretabel. Im Rundbild des oberen Teils des Retabels ist die Krönung Mariens durch Gottvater dargestellt. Weitere bemerkenswerte Gegenstände in der Kapelle sind u. a. eine spätgotische Madonna, ein gotisches Kruzifix, eine spätgotische Petrus und Paulusfigur und der barocke Hochaltar.
Die letzte Renovierung fand im Jahre 1999 statt. Beim Verlegen eines Stromkabels entdeckte man einen bisher unbekannten Brunnen, der dann wieder aufgebaut wurde. Die bei der Kapelle aufgestellte in Bronze gegossene Hubertusstatue ist von der Künstlerin Elisabeth Buchloh geschaffen worden. Mit dem Geschenk drückt die Künstlerin ihre Verbundenheit zur Heimat aus.
Im Jahr 2012 feiern die Kickenbacher das 300-jährige Jubiläum ihrer Kapelle. Die aus diesem Anlass überarbeitete Kapellenchronik enthält den Hinweis, dass in einer Erhebung aus dem Jahr 1628 über Kirchen und Kapellen in der Erzdiözese Köln bereits eine Kapelle in Kickenbekke „unterhalb Langeney an der Lenne“ erwähnt ist. Es wird vermutet, dass diese Kapelle sich 1712 in einem baufälligen Zustand befand und durch die neue Kapelle ersetzt wurde. Die Kapelle steht seit 1985 unter Denkmalschutz.